# La Civiltà Cattolica
La Civiltà Cattolica („Cywilizacja katolicka”) – czasopismo jezuitów włoskich, podejmujące aktualne zagadnienia kultury z punktu widzenia katolickiego. Uznawane za prestiżowe wśród pism katolickich ze względu na bliskie związki ze Stolicą Apostolską.

## Historia

### Początki
Czasopismo zostało założone w Neapolu przez grupę jezuitów.
Inspiratorem był pierwszy jego dyrektor o. Carlo Maria Curci. Ideą przewodnią, która pchnęła go do wydawania nowego pisma, była obrona „cywilizacji katolickiej” (la civiltà cattolica). Uważano ją wówczas za zagrożoną przez wrogów Kościoła, szczególnie przez liberałów i masonerię, którzy kształtowali Włochy epoki odrodzenia:

Zjednoczyć idee i ruchy kulturowe z myślą katolicką, z którą wydaje się od trzech wieków były rozwiedzione.

Głównym zadaniem politycznym pisma było nakreślenie katolickiej koncepcji władzy o niepodważalnym charakterze i zbudowanie dla niej poparcia społecznego. Zdaniem Curciego taki model władzy funkcjonował trzysta lat wcześniej, tj. przed reformacją. Redakcja posiłkowała się przede wszystkim myślą tzw. restauracjonistów (Ambroise de Bonald, Joseph de Maistre, Karl von Haller, Juan Donoso Cortés, Jaime Balmes).
Pierwszy numer wyszedł 6 kwietnia 1850. Został wydany w języku włoskim na wyraźną prośbę Curciego, a nie po łacinie, jak chcieli tego przełożeni jezuiccy.
Curci otrzymał pełne poparcie Piusa IX, który poszukiwał jakiegoś instrumentu zdatnego do obrony myśli katolickiej, oraz od kardynała Giacomo Antonellego. Generał jezuitów Jan Roothaan nie był wielkim entuzjastą tej inicjatywy, obawiając się, iż jeśli pismo podejmie tematy polityczne, na jezuitów znów spadną prześladowania.
Wśród pierwszych redaktorów byli:
- Luigi Taparelli d'Azeglio (1793–1862), filozof prawa.
- Matteo Liberatore (1810–1892), miłośnik filozofii tomistycznej, prekursor katolickiej nauki społecznej, zaproszony przez Leona XIII do rozwinięcia Rerum novarum.
- Antonio Bresciani(inne języki) (1798–1862), pisarz.
- Giovanni Battista Pianciani(inne języki) (1784–1862), badacz nauk przyrodniczych.

Współpracowali także, wówczas jeszcze studenci: Carlo Piccirillo (1821–1888; redaktor naczelny w okresie soboru watykańskiego I) i Giuseppe Oreglia di Santo Stefano (1823–1895).
Utworzą oni pierwsze Kolegium pisarzy, ustanowione „na zawsze” przez brewe apostolskie Gravissimum supremi Piusa IX, 12 lutego 1866. Do 1933 autorzy pisali anonimowo.
Pismo szybko nabrało charakteru polemicznego i zachowało go przez długi czas. Było to charakterystyczne dla epoki, szczególnie zaś dla przeciwników Kościoła.
Z powodu cenzury policyjnej Burbonów Królestwa Obojga Sycylii, redakcja została przeniesiona do Rzymu w 1850. Dostrzega się także w tym czasie prześladowanie ze strony «doradców i ministrów masonów przepełnionych duchem antypapieskim».
Po przenosinach „La Civiltà Cattolica” nabierała coraz bardziej charakteru wiernej wykładni myśli i zapatrywań Stolicy Apostolskiej.
W 1870, na skutek wkroczenia wojsk włoskich do Rzymu, publikacja została zawieszona na dwa miesiące. W latach 1871–1887 redaktorzy rezydowali we Florencji.

### Zmagania XIX w.
Jako uczestnik debat, które odbyły się we Włoszech i w Kościele w drugiej połowie XIX w., „La Civiltà Cattolica” wniosła znaczący wkład w Syllabus, w Sobór watykański I (1869–1870) i, przede wszystkim, w powrót do myśli św. Tomasza, który osiągnie szczyty podczas pontyfikatu Leona XIII (1878–1903).
Odegrała również pierwszoplanową rolę na scenie politycznej Włoch, śledząc z uwagą wydarzenia, które doprowadziły do zjednoczenia politycznego kraju i powstania kwestii rzymskiej, stała się nieprzewidzianą przeszkodą dla liberalnej klasy politycznej. Nie rezygnowała również z polemik z modernizmem.
Za przyzwoleniem Leona XIII jezuiccy redaktorzy Raffaele Ballerini i Francesco Saverio Rondina wszczęli na łamach pisma kampanię antysemicką, która trwała do lat 90. XIX w. „La Civiltà Cattolica” alarmowała o szerzeniu się we Włoszech przemocy, niemoralności i chaosu, oskarżając Żydów o działalność spiskową i wprowadzając środki opisu spotykane później na łamach nazistowskiego tygodnika „Der Stürmer”, takie jak ośmiornica oplatająca mackami świat. Według brytyjskiego historyka Normana Cohna ten klerykalny antysemityzm nie odegrał roli w kształtowaniu się politycznego antysemityzmu, nieznanego we Włoszech przed I wojną światową.
Choć Leon XIII zarzucił redaktorowi naczelnemu Giovanniemu Cornoldiemu w 1885 legitymizm i nadmierne nieprzejednanie w kwestii rzymskiej, zażądał od redakcji powrotu do Rzymu, a w 1887 zaczął domagać się zwrotu miasta, powierzając pismu prowadzenie walki ideowej z rządem włoskim. 

#### Reakcje laickie
Świat kultury laickiej zareagował na „La Civiltà Cattolica” fundacją w Turynie, pisma Il Cimento, wychodzącego od 1852 do 1856. W nim, filozof Bertrando Spaventa (1817–1883), bliski myśli Hegla i historyk literatury Francesco De Sanctis, zaoferowali się zbijać argumenty z artykułów pisma katolickiego.

### Pierwsza połowa XX w.
Na początku XX w. pismo zwróciło się do większości katolickiej we Włoszech z propozycją utworzenia szkoły potrzebnej do przygotowania nowej klasy przywódczej, zdolnej sprostać przyszłym wyzwaniom, szczególnie po stopniowym zaniku takiej klasy, na skutek non expedit.
W okresie pontyfikatu Piusa X (1903–1914), szczególnie pod redakcją Salvatore Brandiego (1905–1913), mimo swej wrogości do liberalizmu pismo zwalczało ekstremizm integrystów (m.in. Umberto Benigni) jako osłabiający jednolity projekt rechrystianizacji Włoch i przywrócenia politycznej władzy papiestwa. Opowiedziało się m.in. za mieszanymi katolicko-protestanckimi związkami zawodowymi w Niemczech, które zyskały tam ogromną przewagę liczebną nad wyłącznie katolickimi. Choć pod koniec XIX w. „La Civiltà Cattolica” atakowała liberalny katolicyzm amerykański, Brandi jako rektor pisma pozytywnie oceniał na jego łamach sytuację w Stanach Zjednoczonych, stawiając ten kraj za wzór dla Europy, a po objęciu prezydentury przez Williama Tafta w 1909 „La Civiltà Cattolica” ogłosiła, że doktryna katolicka jest bezpieczna od modernizmu w USA mimo panującej tam „fałszywej doktryny” rozdziału Kościoła od państwa. Pius X, który od 1911 wzmocnił swoje poparcie dla integrystycznej inicjatywy tropienia modernizmu w Kościele przez Sodalitium Pianum, odwołał Brandiego podczas jego choroby w 1913, zastępując go związanym z integrystami Giuseppem Chiaudano. Do antyintegrystycznej linii redakcyjnej Brandiego powrócił w 1915, za pontyfikatu Benedykta XV, nowy redaktor naczelny Enrico Rosa.
W ocenie związanego z pismem historyka Giovanniego Salego „La Civiltà Cattolica” przeszła na początku XX w. z pozycji nieprzejednanych na kompromisowe w stosunku do liberalizmu i świeckiego państwa. Prowadzących pismo jezuitów za tendencję środkową w łonie katolicyzmu międzywojennego pomiędzy lewicowym modernizmem a skrajnie prawicowym integryzmem uznawał w swoich Pismach więziennych (1926–1937) Antonio Gramsci.
Po potępieniu w 1926 Akcji Francuskiej przez Piusa XI w latach 1927–1928 toczył się otwarty konflikt między broniącą pozycji antyjudaistycznych i politycznie opowiadającą się za chrześcijańską demokracją „La Civiltà Cattolica” a organem skupionych wokół Benigniego integrystów „Fede e Ragione”, stojących na gruncie narodowego antysemityzmu i faszystowskiej partii katolickiej. W styczniu 1927 Benigni rozpowszechnił przy wsparciu rządowych kół faszystowskich pamflet zarzucający „La Civiltà Cattolica” antyfaszystowski i antywłoski internacjonalizm. W maju 1928 na łamach „La Civiltà Cattolica” ukazała się najostrzejsza krytyka grupy Benigniego ze strony oficjalnych czynników kościelnych. W artykule z tego samego miesiąca Rosa podtrzymał twierdzenia o zagrożeniu żydowskim, utożsamianym zarówno z bolszewizmem, jak i z nadużyciami finansowymi, objaśniając je jako karę za odchodzenie społeczeństw od Boga w wyniku rozpowszechniania się liberalizmu, a antysemityzm nacjonalistów potępiając jako antychrześcijańską ideologię pozbawioną związków z chrześcijańskim antyjudaizmem.
Również w okresie faszyzmu pismo kładło nacisk na formację elit, wśród których ewidentnie brakowało wybitnych katolików. W 1930, w atmosferze konfrontacji państwa z Kościołem, ówczesny dyrektor Enrico Rosa współpracował z grupą antyfaszystów skupionych w partii monarchicznej.
W 1936 „La Civiltà Cattolica” podjęła temat godziwości kolonializmu. Temat podjęty przez o. Antonio Messineo (1897–1968) w prowokujących okolicznościach: Włochy były wówczas zaangażowane w podbicie Etiopii, co wywołało sprzeciw Ligi Narodów.
W 1937 opublikowała list z 1 lipca 1937, w którym biskupi hiszpańscy zajęli stanowisko wobec hiszpańskiej wojny domowej, popierając dyktaturę gen. Francisco Franco.
W 1938 ukazał się artykuł podpisany przez Enrico Rosę, w którym jezuita analizuje krytyki skierowane pod adresem pisma za rzekome poparcie dla konfiskaty mienia i wygnania z Włoch Żydów w 1890. Odpowiedź podkreśla nieprawdopodobieństwo takiej postawy, która jest sprzeczna z duchem chrześcijańskim, a jeśli stanowisko było niewystarczająco jasno wyartykułowane, to tylko ze względu na okoliczności zewnętrzne. W tym samym artykule autor dystansuje się do rodzącego się antysemityzmu w faszystowskich Włoszech.
Po II wojnie światowej kluczowym tematem politycznym był komunizm we Włoszech i w Europie Wschodniej. O. Riccardo Lombardi (1908–1979) pisał odważne artykuły wzywające do organizowania się katolików w kampanii wyborczej 1948. Ujawniły się wówczas różnice wewnątrz redakcji co do sposobu działania: popierać istniejące już partie prawicowe czy tworzyć własne stronnictwa.

### Po Soborze
Pismo zawiera szerokie informacje o Soborze Watykańskim II, w którym niektórzy z redaktorów uczestniczyli jako eksperci.
Do dziś nie pojawił się w czasopiśmie ton opozycji, lecz wciąż podejmuje dialog z współczesnym światem, nie ukrywając prawd chrześcijańskich, bezkompromisowo szukając dialogu między wiarą a kulturą.
Długi pontyfikat Jana Pawła II wpłynął w sposób nieunikniony na wybory tematów pisma, propagując perspektywy misyjne Kościoła i apologetyczne. Podejmując temat Nowej Ewangelizacji w świecie mającym wiele innych niż ewangeliczne punkty odniesień.

### Polemiki aktualne

#### „La Civiltà Cattolica” i antyjudaizm
David Kertzer w swojej książce Papieże przeciw Żydom z 2001 oskarża Kościół katolicki o wspieranie antysemityzmu i antyjudaizmu totalitaryzmów XX w. Przypomina, że w 1882 „La Civiltà Cattolica” doniosła z satysfakcją o pierwszych współczesnych antysemickich ruchach politycznych, które organizowały kongresy międzynarodowe. Przytacza, że w 1890 pismo opublikowało trzy długie artykuły o kwestii żydowskiej, które to następnie zostały opublikowane w 90-stronnicowej książce.
Książka stała się przedmiotem debaty w Corriere della Sera pomiędzy autorem a o. Giovannim Sale, SJ. W odpowiedzi, jezuita zauważył, iż faktycznie pojawiły się wypowiedzi antyjudaistyczne, lecz pismo zmieniło wkrótce swoje stanowisko... I zachęcone przez Piusa XI, począwszy od 1934, publikowało artykuły przeciw antysemityzmowi. Co więcej „La Civiltà Cattolica” była jedynym pismem, które opowiedziało się (już w sierpniu 1938) przeciw prawu rasowemu Mussoliniego z 1 września 1938.

## Stałe

### Relacja ze Stolicą Apostolską
Specyficzną cechą „La Civiltà Cattolica” jest jej szczególna relacja ze Stolicą Apostolską. Gdy numer jest jeszcze w korekcie zostaje posłany do Sekretariatu Stanu do ostatecznego zatwierdzenia.
Osąd Stolicy Apostolskiej zawiera zasadniczo trzy punkty:
1. Zgodność artykułów z oficjalnym nauczaniem Kościoła w sprawach wiary i moralności: niektóre artykuły o szczególnym znaczeniu teologicznym i moralnym są sprawdzane także przez Kongregację Doktryny Wiary lub inne kompetentne dykasterie Kurii Rzymskiej.
2. Zgodność, a przynajmniej nie sprzeczność, ze strategią działań Stolicy Apostolskiej wobec państw, w tym szczególnie wobec Włoch.
3. Celowość, lub nie, publikowania niektórych artykułów w szczególnych okolicznościach.

W poniedziałek poprzedzający datę publikacji, dyrektor zostaje przyjęty na audiencji w Sekretariacie Stanu, gdzie zostaje poinformowany o dokonanych obserwacjach. Uwagi są omawiane w celu wyjaśnienia, które są niezbędne do wdrożenia, a które pozostawione pod rozwagę dyrektora.
Niemniej odpowiedzialność za pismo spoczywa na Kolegium pisarzy i oni wychodzą z inicjatywą podejmowanych tematów. Konsultacja z Watykanem nie oznacza, że „La Civiltà Cattolica” jest organem oficjalnym Stolicy Apostolskiej. Oznacza jedynie, że publikowane treści, nie są w opozycji do Watykanu, odnośnie do omawianych problemów.

### Struktura numeru
Wychodzi w pierwszą i trzecią sobotę miesiąca.
We wszystkich numerach, od pierwszego począwszy, znajdują się następujące działy:
- artykuł wstępny, który podejmuje tematy ważne ze względu na człowieka, społeczeństwo i Kościół;
- artykuły podejmujące refleksję teologiczną, filozoficzną, społeczną, polityczną, nad literaturą;
- noty i komentarze, inspirowane doniesieniami prasowymi lub książkami, starające się odczytywać je z punktu widzenia katolickiego;
- trzy kroniki: życie Kościoła, Włochy, świat;
- rubryka bibliograficzna z recenzjami i zapowiedziami oraz prezentacja filmu lub sztuki teatralnej.

### Redakcja
Dyrektor wyznaczany jest przez Przełożonego Generalnego Towarzystwa Jezusowego za akceptacją Stolicy Apostolskiej.
Kolegium redakcyjne nosi nazwę: „Kolegium pisarzy La Civiltà Cattolica” (według obowiązujących po dziś dzień statutów nadanych przez Piusa IX). Składa się wyłącznie z jezuitów. To Kolegium jest współodpowiedzialne za wszystko, co się publikuje. Pismo jest więc dziełem zespołowym.

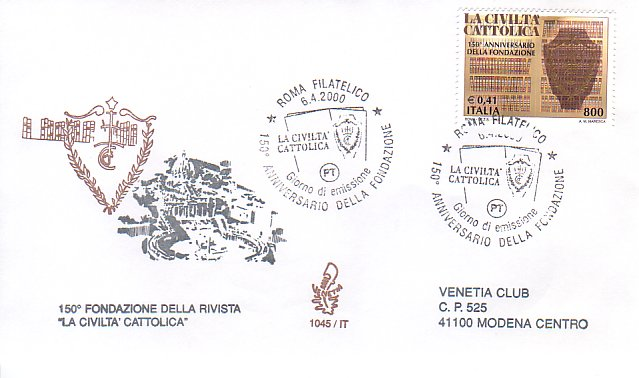
Znaczek upamiętniający 150. rocznicę założenia pisma (2000)

W 1885 redaktorem naczelnym był Giovanni Maria Cornoldi (1822–1892), w 1892 dyrektorem i rektorem (zwierzchnikiem zakonnym) pisma został Alessandro Gallerani (1833–1905). W 1905 Galleraniego zastąpił na czele redakcji związany ze Stanami Zjednoczonymi Salvatore Maria Brandi (1852–1915), który w 1906 został także rektorem wydawnictwa. W październiku 1913 ster pisma przejął Giuseppe Chiaudano (1858–1915). Od 1915 redaktorem naczelnym był Enrico Rosa (1870–1938).
W 2008 redakcję tworzyli:
- Gian Paolo Salvini(inne języki) (1936–2021), dyrektor
- Michele Simone(inne języki) (1943–2014), wicedyrektor, dział – polityka
- Guido Valentinuzzi(inne języki) (1930–2009), sekretarz
- Virgilio Fantuzzi(inne języki) (1937–2019), dział – wydarzenia artystyczne
- Luciano Larivera(inne języki), dział – ekonomia
- Giovanni Marchesi(inne języki) (1939–2007), dział – teologia dogmatyka i kronika życia Kościoła
- Giandomenico Mucci(inne języki) (1938–2020), dział – kultura i duchowość
- Giovanni Sale(inne języki), dział – historia
- Antonio Spadaro, dział – literatura
- Piersandro Vanzan(inne języki) (1934–2011), dział – teologia pastoralna

Emerytowanymi redaktorami byli wówczas Ferdinando Castelli (1920–2013), Giuseppe De Rosa (1921–2011), Angelo Macchi (1923–2014), Giuliano Raffo (1926–2013), Giovanni Rulli (1918–2014).

## „La Civiltà Cattolica” i Wikipedia
Ręką o. Antonio Spadaro pismo poświęciło Wikipedii artykuł.
Analizuje on historię Wikipedii, jej znaczenie we włoskim kontekście kulturowym, oraz zalety i ograniczenia.
Jego wnioski są następujące:

Z przeprowadzonego opisu i analizy rozumiemy dobrze, jak Wikipedia realizując oświeceniowy sen o opisaniu świata, zderza się z trudnościami uwiarygodnienia się jako kompendium wiedzy, zachowując równocześnie anonimowość autorów, płynność i stałe otwarcie na nowych współtwórców. W tym samym czasie ta «utopia» rujnuje sen o encyklopedii tradycyjnej, rozumianej jako konstrukcji miarodajnej, mającej swe źródła w wiedzy i z niej komponowanej. Wikipedia jest właściwie jakby organizmem żywym: rośnie (w tempie 7% miesięcznie (Włochy, 2005)), «choruje», tworzona i niszczona, narażona jest na wzrost i nieustanne skracanie.
Ale przede wszystkim Wikipedia kryje inną utopię, na swój sposób dwuznaczną: demokracja absolutna wiedzy i współpraca wielu umysłów rodząca pewien typ umysłu zbiorowego. Ta utopia może ukrywać w sobie nową formę wieży Babel, która ma swoją piętę Achillesa, nie tylko w swojej małej wiarygodności, ale także w relatywizmie.